# Dekanat Hlučín
Dekanat Hlučín – jeden z 11 dekanatów tworzących diecezję ostrawsko-opawską Kościoła łacińskiego w Czechach. Obejmuje 22 parafie. Obowiązki dziekana pełni (2011) ks. Jan Svoboda, proboszcz parafii w miejscowości Hať. 

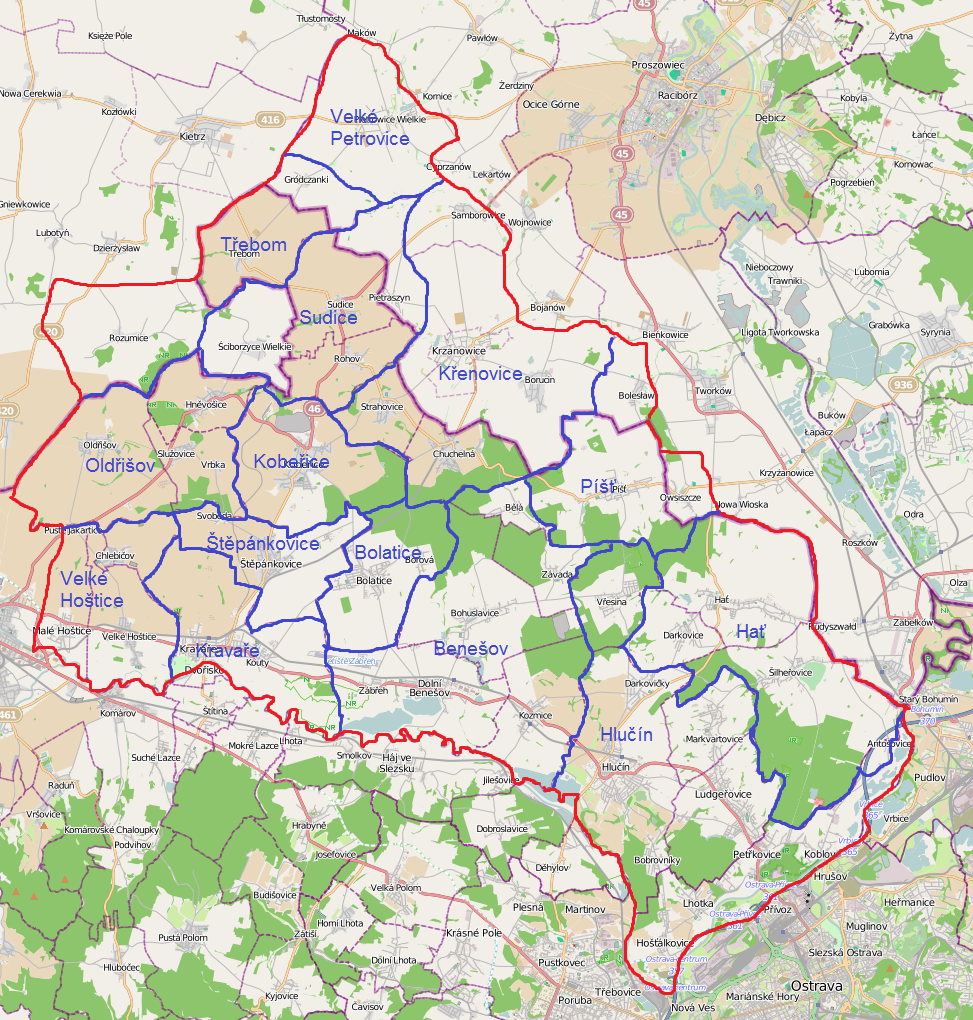
Dekanat w 1863 roku

Pierwotnie obszar dekanatu należał do diecezji ołomunieckiej i dekanatu opawskiego, z którego wydzielił się w 1671. Po 1742 stał się jednym z 3 dekanatów tzw. dystryktu kietrzańskiego, od którego odpadł po pierwszej wojnie światowej. Do tego momentu obejmował również niektóre parafie położone dziś w Polsce (wówczas Krzenowice i Pietrowice Wielkie, później wydzielone Borucin, Samborowice), ponadto część polskich miejscowości jak Gródczanki, Pietraszyn, Bolesław i Owsiszcze, Ściborzyce Wielkie i Rozumice należały do dziś czeskich parafii.
Na terenie dekanatu znajdują się następujące parafie:
- Bohuslavice u Hlučína
- Bolatice
- Dolní Benešov (św. Marcina)
- Háj ve Slezsku
- Hať
- Hlučín
- Hrabyně
- Chuchelná
- Kobeřice
- Kozmice u Hlučína
- Kravaře
- Ludgeřovice (św. Mikołaja)
- Mokré Lazce
- Píšť
- Pustá Polom
- Strahovice
- Sudice (Parafia św. Jana Chrzciciela w Sudicach)
- Šilheřovice
- Štěpánkovice
- Třebom
- Velká Polom
- Vřesina